# Myjomice

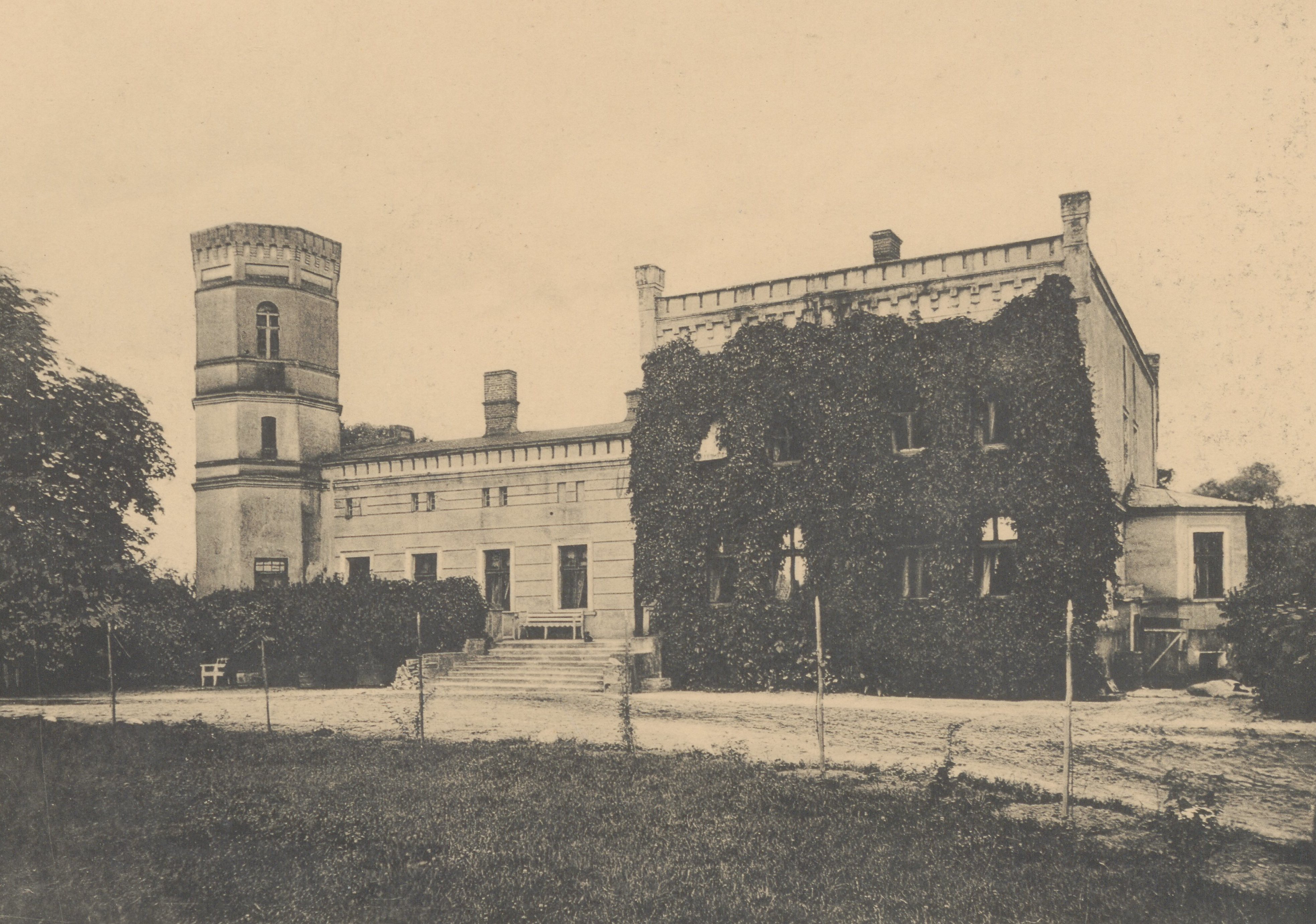
Widok pałacu przed 1912

Myjomice – wieś w Polsce położona w województwie wielkopolskim, w powiecie kępińskim, w gminie Kępno.
W latach 1975–1998 miejscowość administracyjnie należała do województwa kaliskiego.
Leży przy drodze Kępno-Doruchów, ok. 3 km na północ od Kępna i ok. 45 km na południe od Ostrowa Wlkp. W 2009 wieś liczyła 629 mieszkańców.

## Historia
Nazwa miejscowości pochodzi od rycerza Myjoma. Przed 1253 rokiem ludność miejscowości składała dziesięcinę klasztorowi św. Wincentego we Wrocławiu. W 1360 roku wieś od biskupa wrocławskiego Przecława otrzymał w dożywocie Stefan Gromassy. Przez dłuższy czas właścicielami Myjomic byli Krzywosądowie. Po Krzywosądach, którzy podzielili się dobrami, w 1587 roku Myjomice objęli w posiadanie Wężykowie z Osin.
W 1908 majątek Myjomice odziedziczyła Wanda Niegolewska. W 1909 miał powierzchnię 1506 ha, a w 1930 –1402 ha. W okresie międzywojennym reformą rolną zostało objętych 200 ha. W majątkach w Myjomicach i Niegolewie dziedziczka prowadziła ogrody warzywne, pasieki i parki. Później majątkiem administrował syn Wandy, Maciej Niegolewski (ur. 1907).

## Zabytki
- Kościół pw. Wszystkich Świętych
  - Parafia w Myjomicach (należy do dekanatu Kępno[9]) istnieje od XIV wieku. Kościół z 1686 spalił się w 1851. Obecna murowana świątynia została zbudowana w 1853 według projektu architekta Bolesława Ballenstaedta. W kościele znajdują się wczesnobarokowe lichtarze (z XVII wieku) na paschał z herbem „Wąż” właścicieli Myjomic, Wężyków z Osin.
- Plebania
  - Zbudowana została w 1835. Budynek jest murowany, potynkowany, parterowy.
- Dzwonnica
  - Pochodzi z II poł. XIX wieku, jest murowana, arkadowa.
- Cmentarz
  - Na cmentarzu przykościelnym znajdują się groby ks. Grzegorza Pancherza, działacza plebiscytowego, uczestników powstania wielkopolskiego; Andrzeja Kurzawy (1895-1978) i Stanisława Mulczyńskiego (1853-1931), grobowiec ks. Antoniego Przybylskiego, płyty nagrobne rodziny Wężyków.
- Pałac z połowy XIX wieku

Na terenie parku w Myjomicach rośnie wiąz szypułkowy o obwodzie pnia 470 cm.